# Selmont-West Selmont
Selmont-West Selmont és una concentració de població designada pel cens dels Estats Units a l'estat d'Alabama. Segons el cens del 2000 tenia 3.502 habitants.

## Demografia
Segons el cens del 2000, Selmont-West Selmont tenia 3.502 habitants, 1.227 habitatges, i 879 famílies La densitat de població era de 412,2 habitants/km².
Dels 1.227 habitatges en un 41,6% hi vivien nens de menys de 18 anys, en un 26,6% hi vivien parelles casades, en un 39,1% dones solteres, i en un 28,3% no eren unitats familiars. En el 25,6% dels habitatges hi vivien persones soles el 8,2% de les quals corresponia a persones de 65 anys o més que vivien soles. El nombre mitjà de persones vivint en cada habitatge era de 2,85 i el nombre mitjà de persones que vivien en cada família era de 3,46.
Per edats la població es repartia de la següent manera: un 36,3% tenia menys de 18 anys, un 10,7% entre 18 i 24, un 27,3% entre 25 i 44, un 16,7% de 45 a 60 i un 9,1% 65 anys o més.
L'edat mediana era de 27 anys. Per cada 100 dones hi havia 80,4 homes. Per cada 100 dones de 18 o més anys hi havia 73,2 homes.
La renda mediana per habitatge era d'11.591 $ i la renda mediana per família de 15.000 $. Els homes tenien una renda mediana de 27.000 $ mentre que les dones 17.786 $. La renda per capita de la població era de 9.602 $. Aproximadament el 53,4% de les famílies i el 55,6% de la població estaven per davall del llindar de pobresa.

## Poblacions properes
El següent diagrama mostra les poblacions més properes.